# I Disappear
I Disappear  (с англ. — «Я исчезаю») — песня американской метал-группы Metallica. Является саундтреком к фильму «Миссия невыполнима 2». Это последняя запись группы с бас-гитаристом Джейсоном Ньюстедом.

## Клип
Большая часть музыкального видео на песню была снята в Долине монументов на вершине песчаникового холма 13 апреля 2000 года. После того как члены группы были доставлены на вершину холма на вертолёте, они провели на плато в окружении съёмочной группы более двенадцати часов. К концу съёмок ветер был настолько сильным, что барабанную установку сдуло. Позже Ульрих снимался на небоскрёбе в центре Лос-Анджелеса для съёмок «боевых сцен, взрывов, хаоса и бесчинств». В клипе был показан Chevrolet Camaro 1967 года под управлением Джеймса Хетфилда. Машину ему подарили после съёмок, и в 2003 году он выставил её на eBay.

## Конфликт сNapster
В 2000 году, во время работы над песней, группа узнала, что на американских радиостанциях транслируется демоверсия композиции. Metallica выяснила, что источником распространения песни был файлообменный сервис Napster. Обнаружив, что весь их каталог доступен на Napster, группа подала иск против сервиса.

## Участники записи
- Джеймс Хетфилд — вокал, ритм-гитара
- Кирк Хэммет — соло-гитара
- Джейсон Ньюстед — бас-гитара
- Ларс Ульрих — ударные
- Боб Рок — продюсер

## Позиции в чартах
| Чарт (2000)                                | Позиция |
| ------------------------------------------ | ------- |
| Австрия (Ö3 Austria Top 40)                | 25      |
| Бельгия/Фландрия (Ultratip Bubbling Under) | 12      |
| Бельгия/Валлония (Ultratip Bubbling Under) | 15      |
| Канада (RPM Rock/Alternative)              | 11      |
| Европа (Eurochart Hot 100)                 | 22      |
| Финляндия (Suomen virallinen lista)        | 2       |
| Франция (SNEP)                             | 45      |
| Германия (GfK)                             | 14      |
| Греция (IFPI)                              | 6       |
| Ирландия (IRMA)                            | 31      |
| Италия (FIMI)                              | 8       |
| Нидерланды (Dutch Top 40 Tipparade)        | 2       |
| Нидерланды (Single Top 100)                | 36      |
| Норвегия (VG-lista)                        | 8       |
| Шотландия (OCC Scotland)                   | 25      |
| Испания (PROMUSICAE)                       | 4       |
| Швеция (Sverigetopplistan)                 | 25      |
| Швейцария (Schweizer Hitparade)            | 20      |
| Великобритания (OCC UK Rock & Metal)       | 2       |
| Великобритания (OCC UK Singles)            | 35      |
| США (Billboard Hot 100)                    | 76      |
| США (Billboard Alternative Airplay)        | 11      |
| США (Billboard Mainstream Rock)            | 1       |

## Сертификация
| Регион                                                      | Сертификация | Продажи |
| ----------------------------------------------------------- | ------------ | ------- |
| Финляндия (Musiikkituottajat)                               | Золотой      | 5,641   |
| Швеция (GLF)                                                | Золотой      | 15 000^ |
| США (RIAA)                                                  | Золотой      | 500 000 |
| ^ Данные о тиражах приведены только на основе сертификации. |              |         |